# Bohdano-Nadejdivka, Peatîhatkî
Bohdano-Nadejdivka (în ucraineană Богдано-Надеждівка) este localitatea de reședință a comunei Bohdano-Nadejdivka din raionul Peatîhatkî, regiunea Dnipropetrovsk, Ucraina.

## Demografie
Componența lingvistică a localității Bohdano-Nadejdivka
     Ucraineană (87,57%)
     Rusă (7,4%)
     Română (4,14%)
     Alte limbi (0,89%)
Conform recensământului din 2001, majoritatea populației localității Bohdano-Nadejdivka era vorbitoare de ucraineană (87,57%), existând în minoritate și vorbitori de rusă (7,4%) și română (4,14%).